# Oeda inflata
Oeda inflata är en insektsart som beskrevs av Fabricius. Oeda inflata ingår i släktet Oeda och familjen hornstritar. Inga underarter finns listade i Catalogue of Life.